# Mythe d'Er
Le Mythe d'Er clôt le livre X (614 b - 621 d) de La République, de Platon, et aussi la dernière partie de cet ouvrage. Ce mythe eschatologique présente un jugement des âmes, et c'est un revenant, Er fils d'Arménios, qui fait le récit de la rémunération que reçoivent les âmes des bons et des méchants dans un au-delà poétique. Ce mythe qui développe les récompenses de la justice constitue un élément essentiel de l’argumentation platonicienne, l’accord fondamental entre justice et bonheur étant clairement affirmé dans ce livre X (618 e-619 b et 621 c6-d3).  

## Présentation du mythe d'Er
Selon Robert Baccou, « le mythe d'Er le Pamphylien n'est pas une pure invention de Platon. Le philosophe en emprunte les principaux éléments aux traditions orphiques et pythagoriciennes. Mais, suivant sa coutume, il les met en œuvre de façon très libre. » Ainsi, dans ce mythe, les limbes, la période de 1 000 ans, la route montante à droite et celle descendante à gauche viennent sans doute de la tradition orphique et pythagoricienne. 
C'est Socrate qui présente ce mythe, lequel participe de la croyance dans la réincarnation, la transmigration des âmes. On assiste par les yeux d'Er à une vision de l'après-vie, où les âmes connaîtraient souffrances ou récompenses. Les unes sont ainsi plongées dans les pires tourments pour ne pas avoir respecté les règles de la sagesse tandis que les autres sont bienheureuses pour les récompenser de leurs comportements respectueux.
Les âmes convoquées devant les juges de l'au-delà ne sont pas seulement celles des humains ; certaines sont des âmes d'animaux. Elles n'appartiennent pourtant pas à une catégorie différente d'âme et sont tirées au sort en même temps que les autres lorsqu'elles doivent se réincarner.

## Interprétations
Pour Clément d'Alexandrie, Er serait Zoroastre.
Selon Hannah Arendt, Platon destine ce mythe aux masses ignorantes car celui-ci est en contradiction avec sa conception de l'immortalité de l'âme, thèse qu'il croit accessible aux seuls philosophes capables d'en percevoir la vérité. De même, l'idée de châtiments corporels après la mort est incompatible avec sa théorie de la mortalité du corps. Par ailleurs, l'allégorie de la caverne a établi très clairement que c'est la vie terrestre qui constitue le véritable enfer. Le mythe d'Er a exercé une influence fondamentale sur la culture occidentale. Platon expose pour la première fois non seulement la conception d'un jugement dernier décidant de l'éternité de la vie ou de la mort, accompagné de récompenses ou de punitions. Mais, il précise aussi la séparation géographique de l'enfer, du purgatoire et du paradis, tout en offrant une description fort concrète des punitions corporelles graduées qui attendent les méchants. En ce sens, Hannah Arendt considère qu’il est le premier à avoir saisi l'énorme potentiel politique de ces croyances populaires ; il les valorise sous le néologisme de théologie, qui est pour lui partie intégrante de la science politique.

## Résumé
Le mythe raconte le voyage dans le lieu divin que fit Er, mort sur un champ de bataille, mis sur un bûcher pour y être brûlé. Er de Pamphylie est présenté comme un observateur de ce qu'il advient aux âmes après la vie ou bien encore avant la vie. L'auteur fait d'Er le « messager de l'au-delà » (614 d), selon la volonté des juges des âmes.
Chaque âme (celle d'Er exceptée, qui se contente d'observer ce qu'il advient) passe devant un juge. Celui-ci, selon la conduite et les actes de l'âme pendant sa vie mortelle, envoie l'âme dans le ciel ou sous la terre, selon qu'elle a été vertueuse ou non. Deux ouvertures permettent aux âmes de prendre leur chemin. Plus loin, deux autres ouvertures voient les âmes revenir du lieu (ciel ou souterrain) où elles ont été envoyées. De retour à leur point de départ après un trajet semblable à un « long voyage » (615 a), les âmes revenues prennent toutes le même chemin, d'où qu'elles viennent ; celles qui ont été sous terre ont été suffisamment punies pour réintégrer le même rang que toutes les autres âmes, sans plus de distinction.
Après quelques jours de voyage, les âmes se trouvent face à la déesse Ananké, personnification de la Nécessité et du Destin. Celle-ci tient un fuseau qui tourne et qui, en tournant, meut le ciel. Les trois filles de la Nécessité, Lachésis, Clotho et Atropos, s'en servent pour fabriquer des « modèles de vie » (617 d). Cette figure de la Nécessité n’est ni une fantaisie mythique ni un emprunt circonstanciel à quelque source pythagoricienne ou orientale. C’est « l’élément essentiel autour duquel s’organise le développement cosmologique. Car la vision du cosmos qui se dégage du récit d’Er est celle d’un monde soumis à des lois rigoureuses et immuables, symbolisées par le fuseau d’Anankè et par les Moires qui en règlent les évolutions. » Chaque âme devra choisir un modèle de vie, qui correspond à la vie qu'elle mènera une fois qu'elle se sera incarnée une nouvelle fois, dans un nouveau corps. L'ordre de passage des différentes âmes est tiré au sort ; chaque âme, une fois son tour venu, choisit un modèle de vie : une fois arrêté, le choix du genre de vie se révèle irréversible, c’est-à-dire sanctionné par la nécessité. Ce faisant, l’âme choisit aussi un « démon », être intermédiaire, sorte de génie ou de gardien qui l'aidera à suivre ce qui a été déterminé pour elle. Un porte-parole de Lachésis s'adresse ainsi aux âmes avant le tirage au sort :

« Parole de la vierge Lachésis, fille de Nécessité. Âmes éphémères, voici le commencement d'un nouveau cycle qui pour une race mortelle sera porteur de mort. Ce n'est pas un démon qui vous tirera au sort, mais c'est vous qui choisirez un démon. Que le premier à être tiré au sort choisisse le premier la vie à laquelle il sera lié par la nécessité. De la vertu, personne n'est le maître ; chacun, selon qu'il l'honorera ou la méprisera, en recevra une part plus ou moins grande. La responsabilité appartient à celui qui choisit. Le dieu, quant à lui, n'est pas coupable. »

Le porte-parole jette ensuite des sorts par terre. Chaque âme en ramasse un sans savoir de quoi il retourne. Une fois qu'elle l'a ramassé, elle sait dans quel ordre elle doit passer pour faire son choix. Il y a beaucoup plus de modèles de vie que d'âmes, de sorte que chacune, quel que soit son ordre de passage, a la possibilité de choisir. Le messager de Lachésis ajoute :

« Même pour celui qui arrive en dernier, il existe une vie satisfaisante plutôt qu'une vie médiocre, pour peu qu'il en fasse le choix de manière réfléchie et qu'il la vive en y mettant tous ses efforts. Dès lors, que le premier à choisir ne se montre pas désinvolte dans son choix, et que le dernier à choisir ne se décourage pas. »

Le premier à passer choisit immédiatement la vie d'un tyran. Après avoir choisi, il s'aperçoit que cette vie comprend un grand nombre de maux et maudit le hasard, les démons et « tout sauf lui-même », en dépit des paroles qui viennent d'être prononcées. Chacun choisit à tour de rôle. On voit passer parmi elles plusieurs âmes célèbres. Celle du poète Orphée, pleine d'aversion pour le sexe féminin qui a causé sa mort (dans le mythe d'Orphée et d'Eurydice) choisit de se réincarner en cygne pour ne pas avoir à s'unir pour engendrer. À l'inverse, l'âme d'un cygne décide de mener une existence humaine. Ajax, aimant le courage mais désireux d'éviter les dangers de l'existence humaine, choisit une vie de lion. Le roi Agamemnon fait le choix d'une vie d'aigle. Thersite prend la forme d'un singe. Passant en dernier, Ulysse examine précautionneusement les modèles de vie qui restent disponibles et finit par découvrir ce qu'il voulait choisir depuis le début, à savoir « la vie d'un homme simple, dévoué à son travail ».
Après cela, les âmes se voient confier le démon correspondant à la vie choisie, qui va les aider à concrétiser le projet qu'elles ont choisi. Leur destin leur est attaché. Elles se mettent ensuite en route vers la plaine de Léthé (synonyme d'oubli en grec), pour boire l'eau du fleuve qui s'y trouve. Cette eau leur fait oublier le souvenir de leur vie passée. Une fois toutes les âmes couchées, un « coup de tonnerre » survient et chacune se trouve transportée vers le lieu de sa naissance, c'est-à-dire dans le corps où elle va s'incarner.
Er, qui a observé tout cela, n'a cependant pas bu les eaux du Léthé. Se réveillant sur son bûcher funéraire, il se lève et raconte ce qu'il a vu.

## Analyse

### Voyage dans l'au-delà et sanction avant réincarnation
Celui qui a été vertueux durant sa vie mortelle voit la félicité qu'il a causée multipliée par dix.
Au contraire, celui qui a commis des actes vicieux se voit infliger une souffrance dix fois supérieure à celle qu'il a causée. On ne sait pas si cette souffrance est supérieure en intensité ou en durée, Platon ne le précisant pas. Il est probable que cette souffrance supérieure corresponde à une durée, car les âmes ayant été envoyées en souterrain reviennent d'une « pérégrination qui avait duré mille ans » (615 a), mais la phrase reste indéterminée et on peut imaginer que les souffrances puissent aussi être plus intenses.

### Responsabilité personnelle
Si la vie que l'âme va mener est déjà déterminée dans ses grandes lignes, aucune vie n'est imposée à l'âme. Celle-ci choisit librement parmi plusieurs possibilités, qui sont nombreuses. Le choix de sa vie est fait sans que personne d'autre y participe. Ainsi, le daimôn qui accompagnera l'âme durant sa vie mortelle et son voyage post-mortem (la vie humaine est censée durer cent ans et le voyage post-mortem, mille ans, ce qui donne en tout 1 100 ans) l'obligera à se tenir à son choix, mais il n'est pas responsable de ce choix. L'âme seule l'est.
Néanmoins, son choix est assujetti à un relatif déterminisme. Une âme sachant ce qu'est le Bon et le Bien aura tendance à être attirée vers une vie vertueuse, tandis qu'une âme ayant mené une vie antérieure vicieuse sera davantage attirée vers le vice.

### Pratique de la philosophie
Le principe du choix déterministe de l’âme vers le bien ou vers le mal correspond à la thèse platonicienne selon laquelle « nul n'est méchant volontairement ». Si l'on commet le mal, c'est par ignorance de sa nature mauvaise ; si l'on connaissait cette nature, on n'y participerait pas et on préférerait s'adonner à la vertu. Ainsi, ceux qui n'ont été bons dans leur vie passée que par habitude, donc involontairement, peuvent choisir des vies qui les promettent au vice, tandis que ceux qui savent ce qu'est le Bien et pratiquent volontairement la vertu font attention au moment du choix. Ils évitent les extrêmes et se tiennent dans un juste milieu.
Pour connaître le Bien, le mieux est de pratiquer la philosophie. Celle-ci permet, chez Platon, de le contempler et de le connaître (voir allégorie de la Caverne). Elle permet aussi à qui pratique la philosophie de se détacher des choses sensibles et de préserver la pureté de son âme, qui appartient à un rang ontologique supérieur aux choses sensibles. En définitive, seule la philosophie, sans laquelle il n’est pas de justice, garantit l’accès à la fois à la vérité et au bonheur.

### Traduction poétique du programme philosophique
Ce mythe peut aussi être lu comme une mise en pratique du programme poétique que Platon s'est fixé aux livres II et III de La République. À la condamnation systématique de la poésie existante dans la section initiale du livre X, répond la démonstration en prose de ce que peut être une authentique poésie qui, loin d’imiter l’apparence des choses, est inspirée par la philosophie et s’attache à la vérité. En effet, Platon y est d'avis que la poésie doit être utilisée, en vertu de son pouvoir de persuasion, pour inculquer au peuple, dans sa jeunesse, les valeurs de la Cité. Ces valeurs sont déterminées par les philosophes en suivant le raisonnement dialectique, mais la dialectique ne peut se pratiquer avec les enfants ni même avec la totalité des citoyens adultes. C'est pourquoi les valeurs de la cité doivent être inculquées grâce aux mythes, capables de marquer durablement les jeunes âmes.
En particulier, le mythe d'Er serait un échantillon de poésie socratique, une poésie « utile aux États et à la vie humaine » (607 d) visant à remplacer la poésie homérique relative à l'Hadès (l'enfer grec) que Platon juge au livre III de la République trop effrayante, inculquant la peur de la mort, alors que les gardiens de la cité doivent être courageux et préférer la mort à l'esclavage. Ce mythe montre en outre un au-delà juste, pénible seulement pour ceux qui méritent une sanction, et heureux pour les vertueux.

## Composantes du mythe

### Les personnages du mythe
(par ordre de citation dans le texte)
- Er, fils d'Arménios, originaire de Pamphylie, mort sur un champ de bataille ;
- Les juges des âmes ;
- Ardiée le Grand, tyran d'une cité de Pamphylie, meurtrier de son père et de son frère aîné, et coupable de nombreux autres sacrilèges ;
- Nécessité, avec son fuseau qui tourne sur ses genoux. Elle fait tourner toutes les sphères (616 c 4 sq.). Les pesons (huit en tout) du fuseau se présentent comme une combinaison des couleurs de l'arc en ciel, la lumière en est cependant plus pure.
- Huit Sirènes associées chacune à une nuance de couleur et une note de musique ;
- Les Moires, filles de Nécessité :
  - Lachésis (Λάχεσις / Lákhesis, « la Répartitrice », enroule le fil) ; elle chante le passé ;
  - Clôthô (Κλωθώ / Klôthố, « la Fileuse ») ; elle chante le présent ;
  - Atropos (Ἄτροπος, « l'Implacable », coupe le fil) ; elle chante l'avenir.
- Un hiérophante, porteur des sorts et des modèles de vie

Ceux qui, selon ce qu'Er aurait raconté, auraient choisi de nouvelles vies devant lui :
- Orphée devint cygne ;
- Thamyras devint rossignol ;
- Ajax, fils de Télamon, devint lion ;
- Agamemnon devint aigle ;
- Atalante devint athlète masculin ;
- Epéos, fils de Panopée, devint femme industrieuse ;
- Thersite (le bouffon) devint singe ;
- Ulysse devint un homme privé, avec une vie discrète.
- les animaux aussi connaissent dans ce lieu de passage la migration de leur âme, en choisissant leur sort.

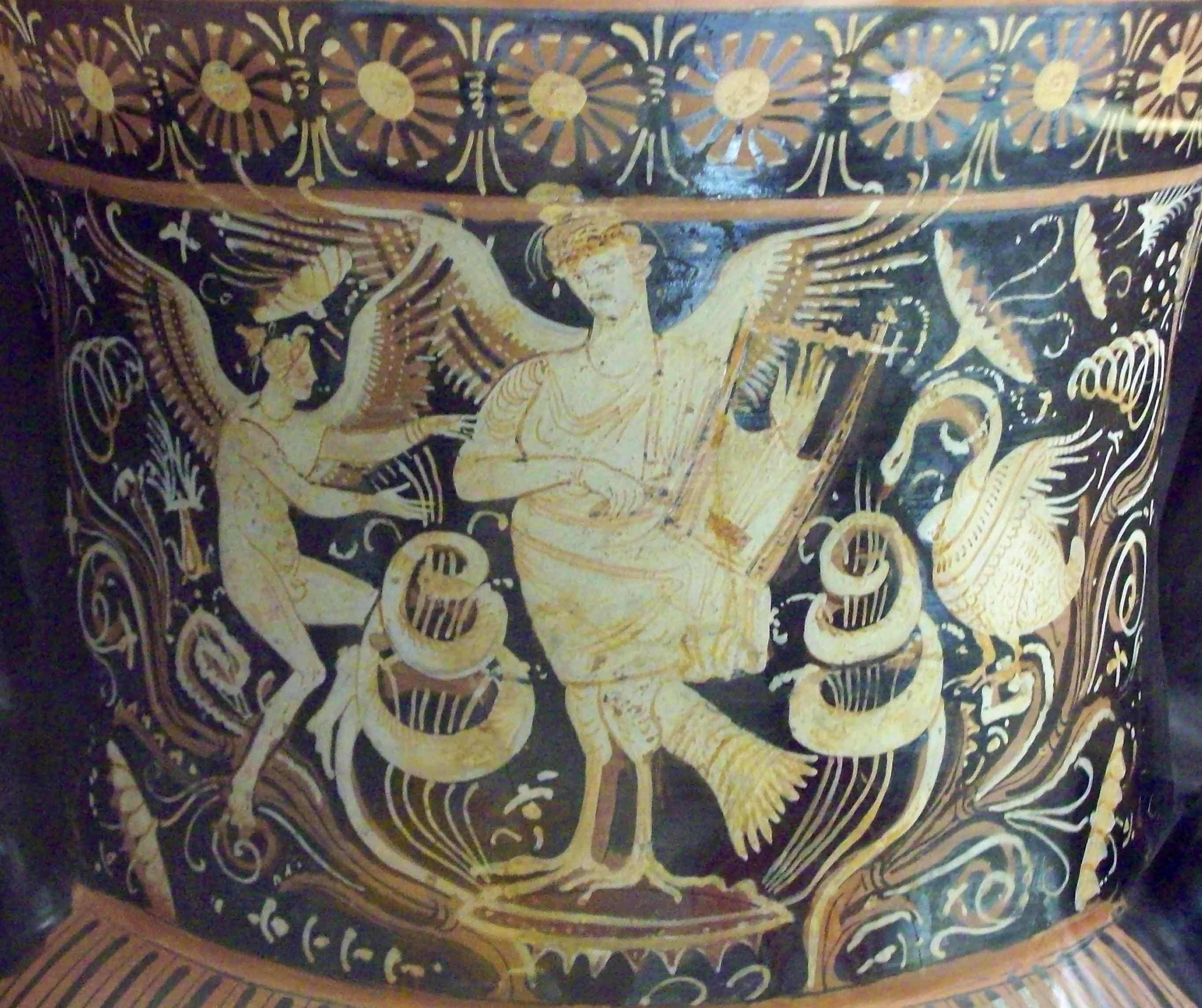
Sirène grecque du IVe siècle av. J.-C. Avec ses sept sœurs, elles ont comme attribut chacune une note de musique associée à une couleur.
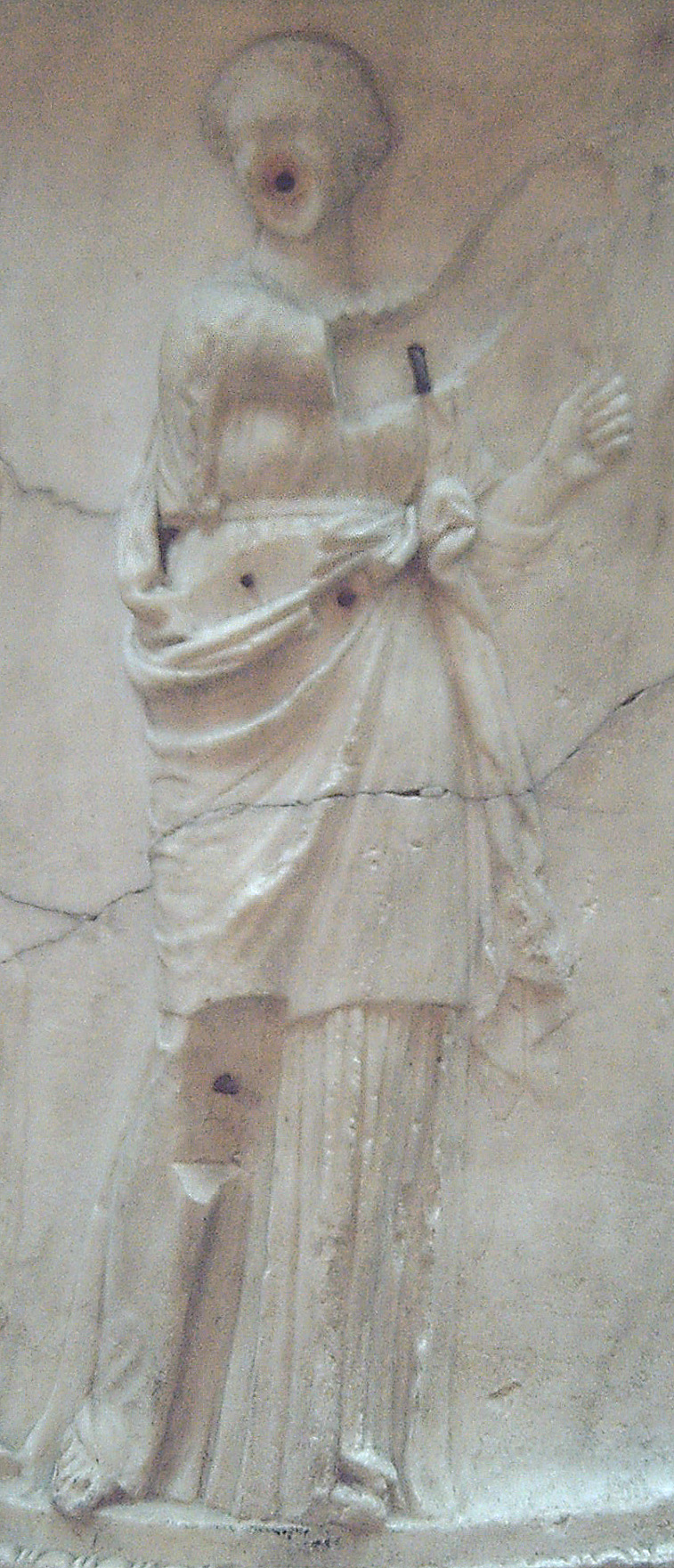
Lachésis sur le Puteal de la Moncloa, tête de puits en marbre de style néo-attique du IIe siècle, Musée archéologique national de Madrid. Elle chante le passé.
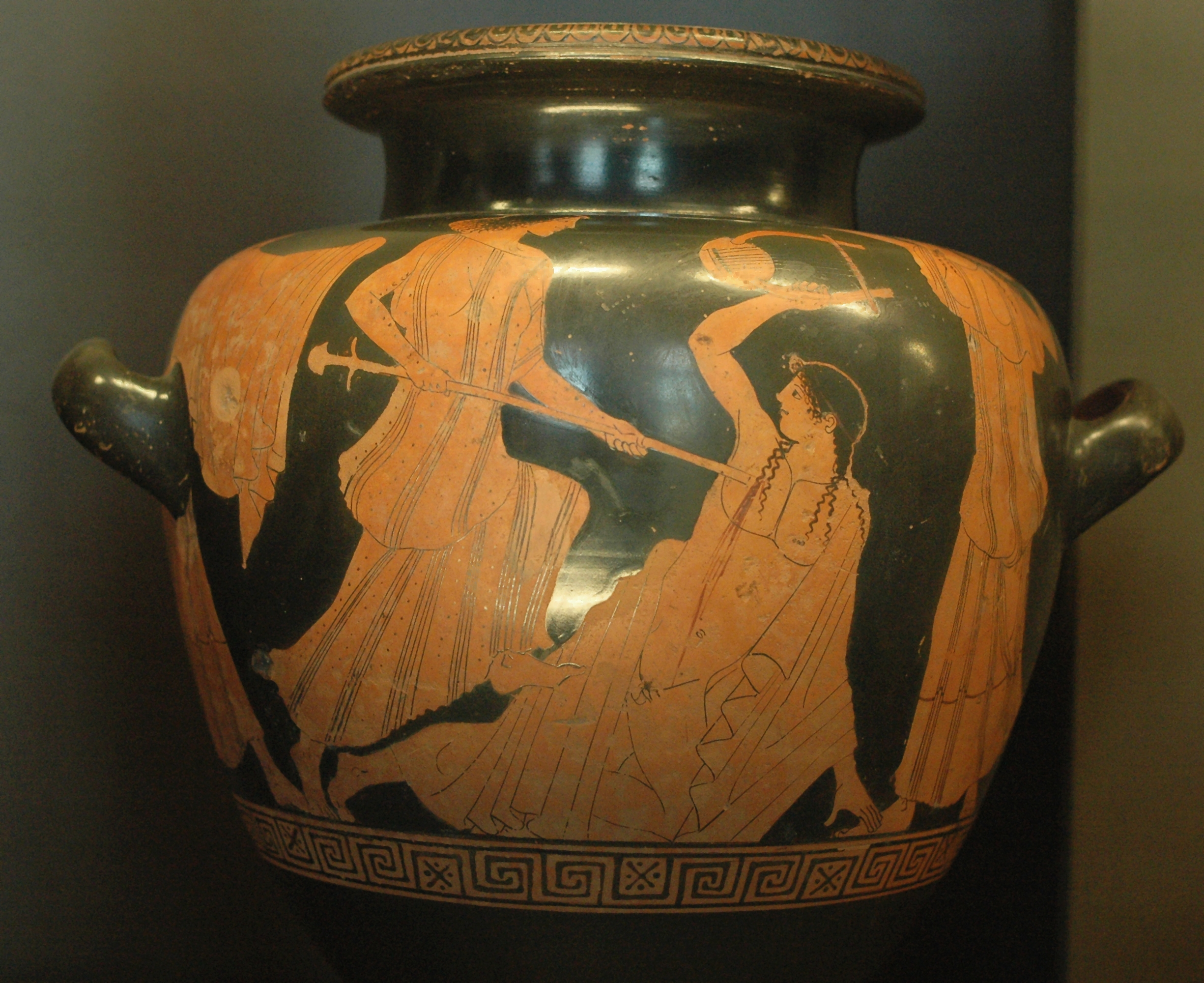
Mort d'Orphée, stamnos à figures rouges d'Hermonax, Ve siècle av. J.-C., musée du Louvre (G 416). Orphée devint cygne.
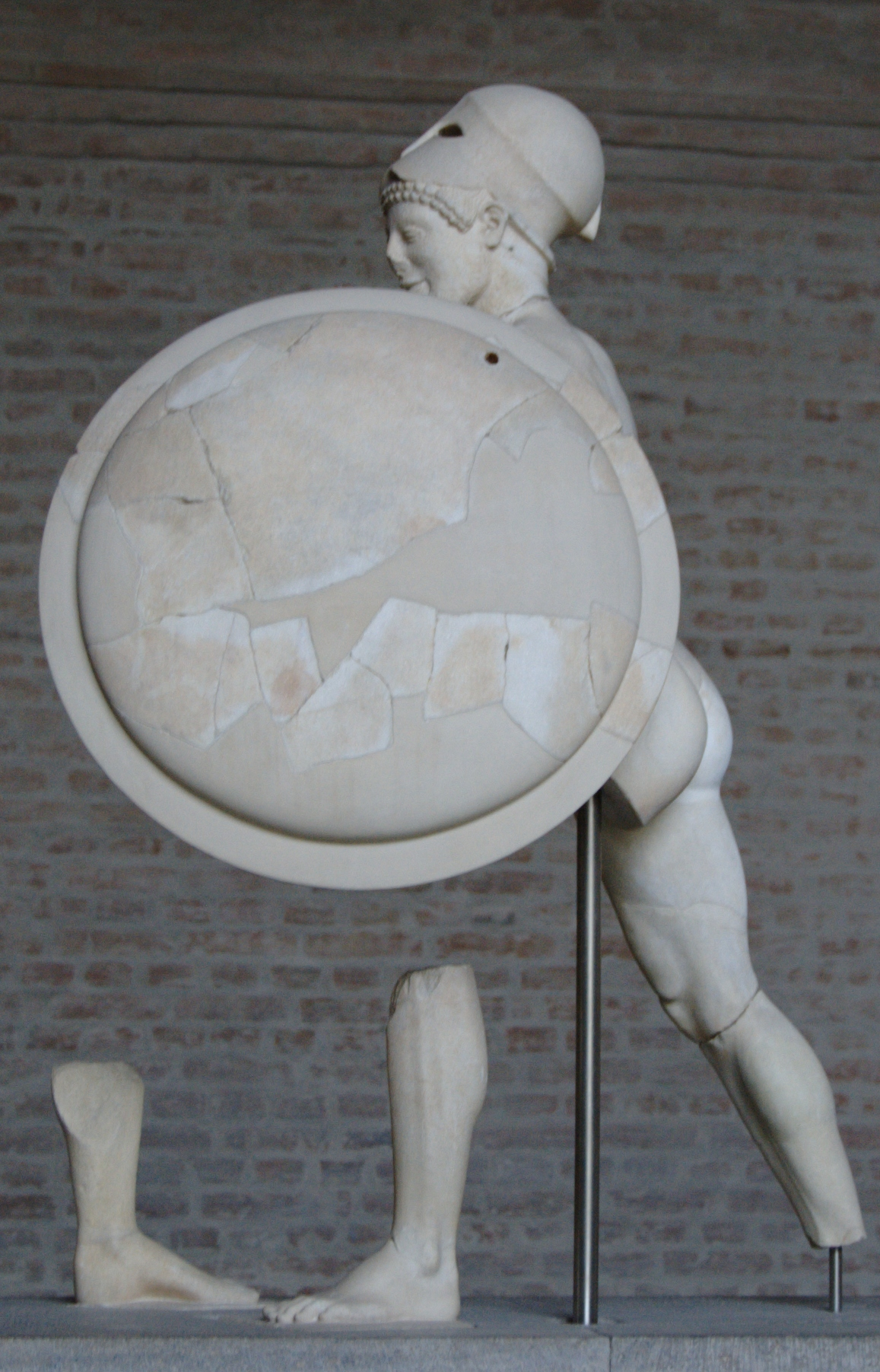
Ajax le grand affrontant un Troyen, fronton ouest du temple d'Aphaïa à Égine, v. 500 av. J.-C., Glyptothèque de Munich (Inv. 80). Ajax, fils de Télamon, devint lion
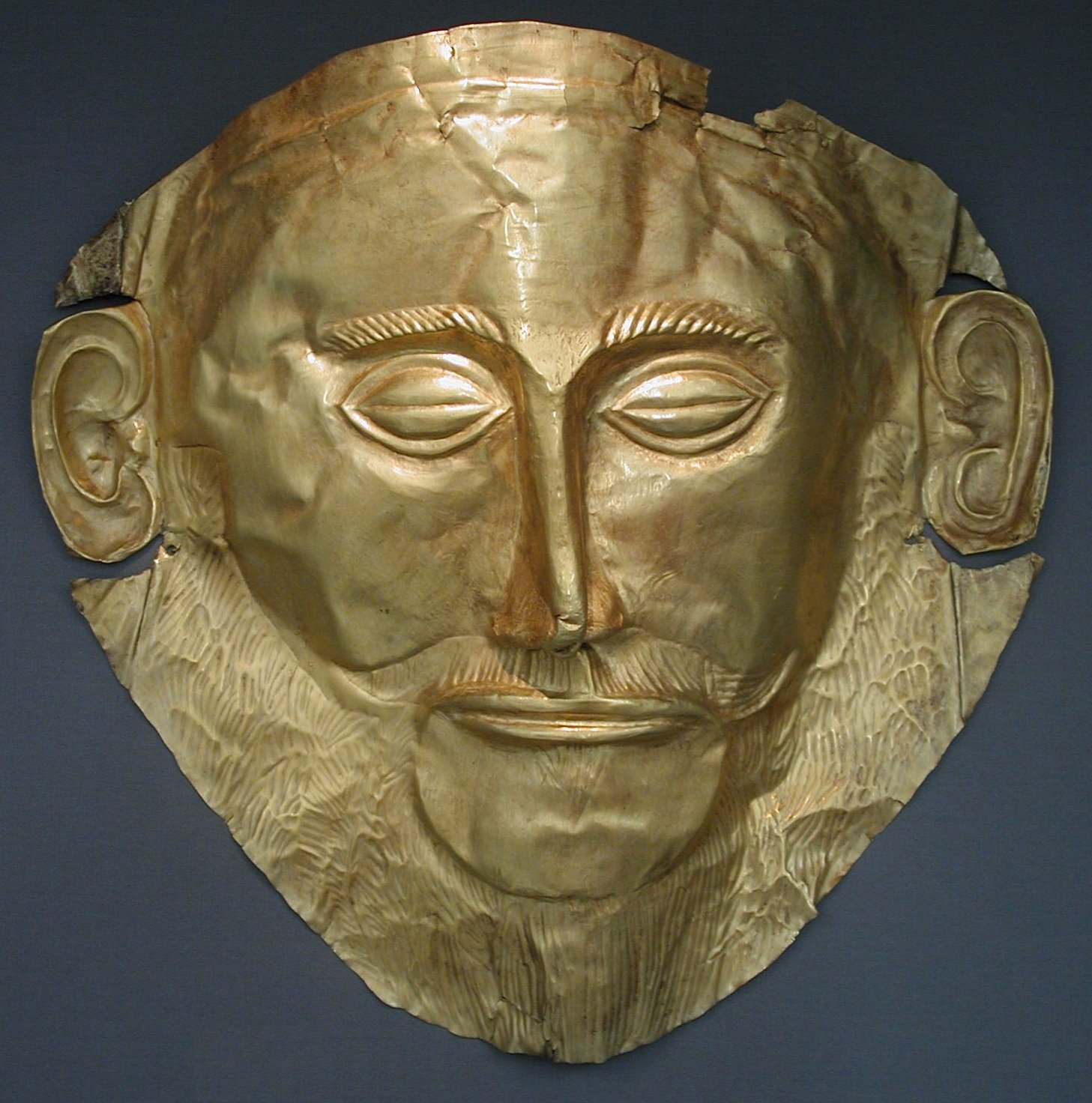
Masque mycénien dit « masque d'Agamemnon », XVIe siècle av. J.-C., Musée national archéologique d'Athènes. Agamemnon devint aigle.
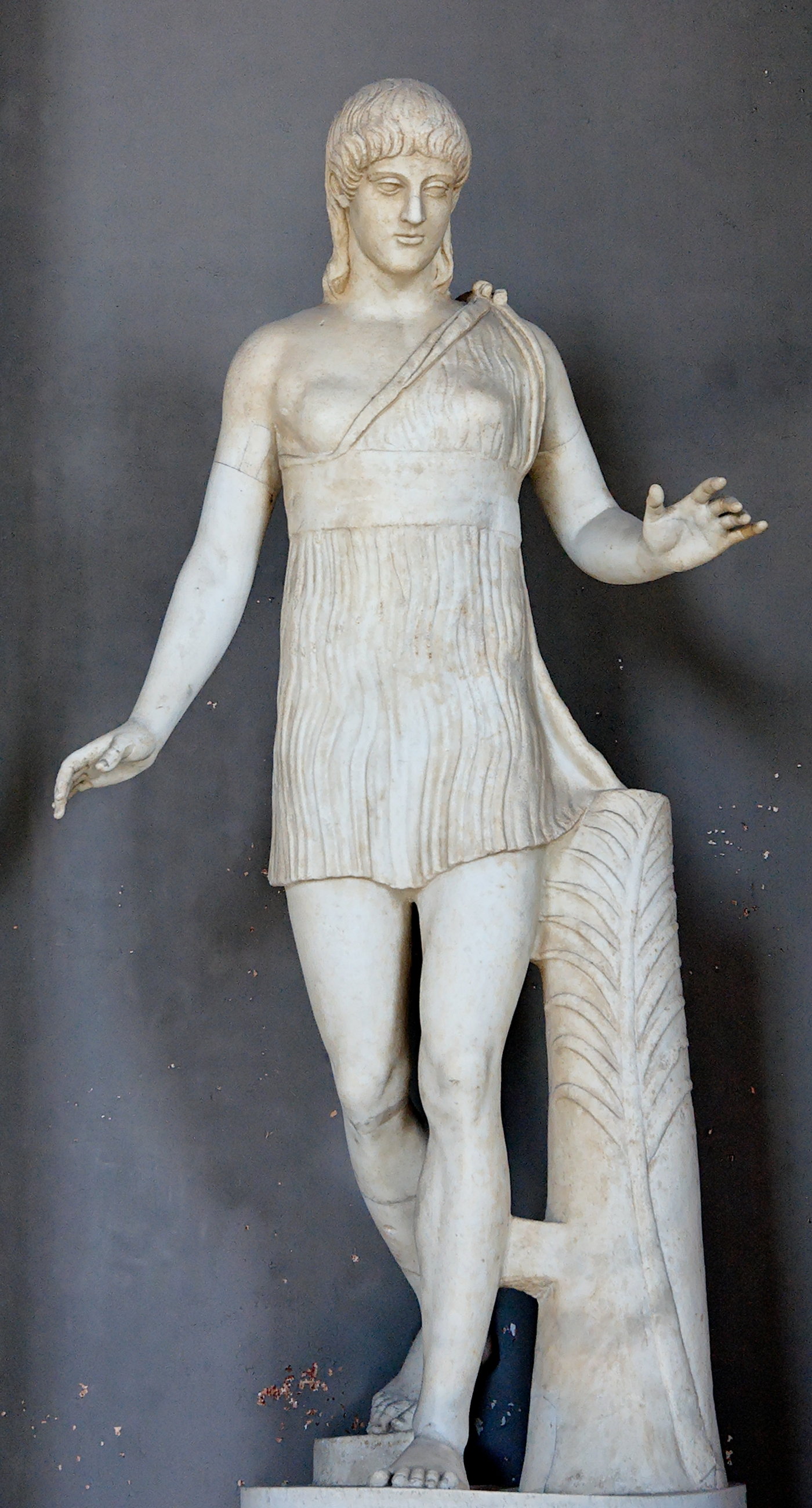
Atalante par Pasitélès, Ier siècle av. J.-C., musées du Vatican
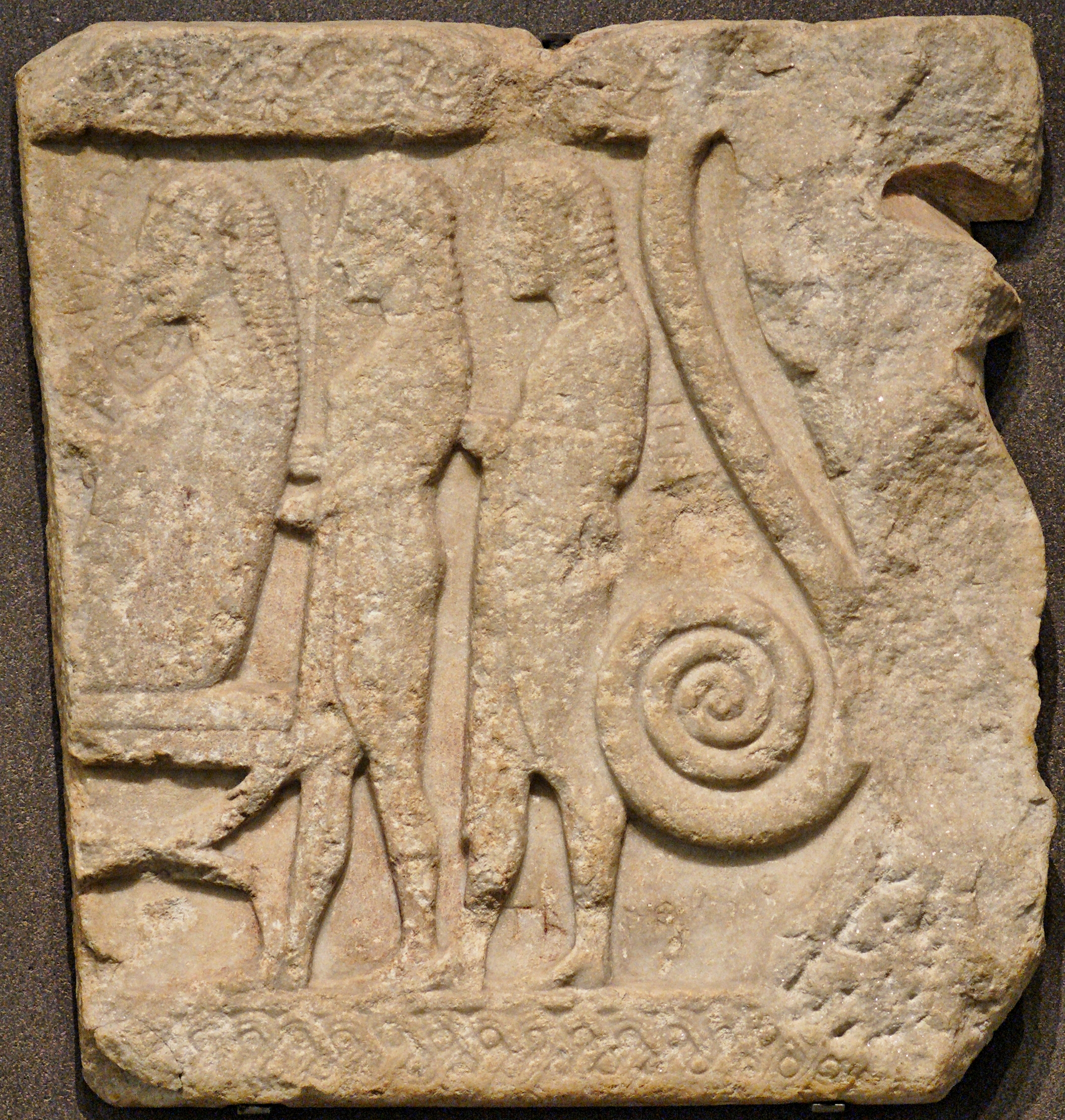
Agamemnon, Talthybios et Épéios, bas-relief de Samothrace (scène d'initiation d'Agamemnon aux mystères ?), v. 560 av. J.-C., musée du Louvre (Ma 697)
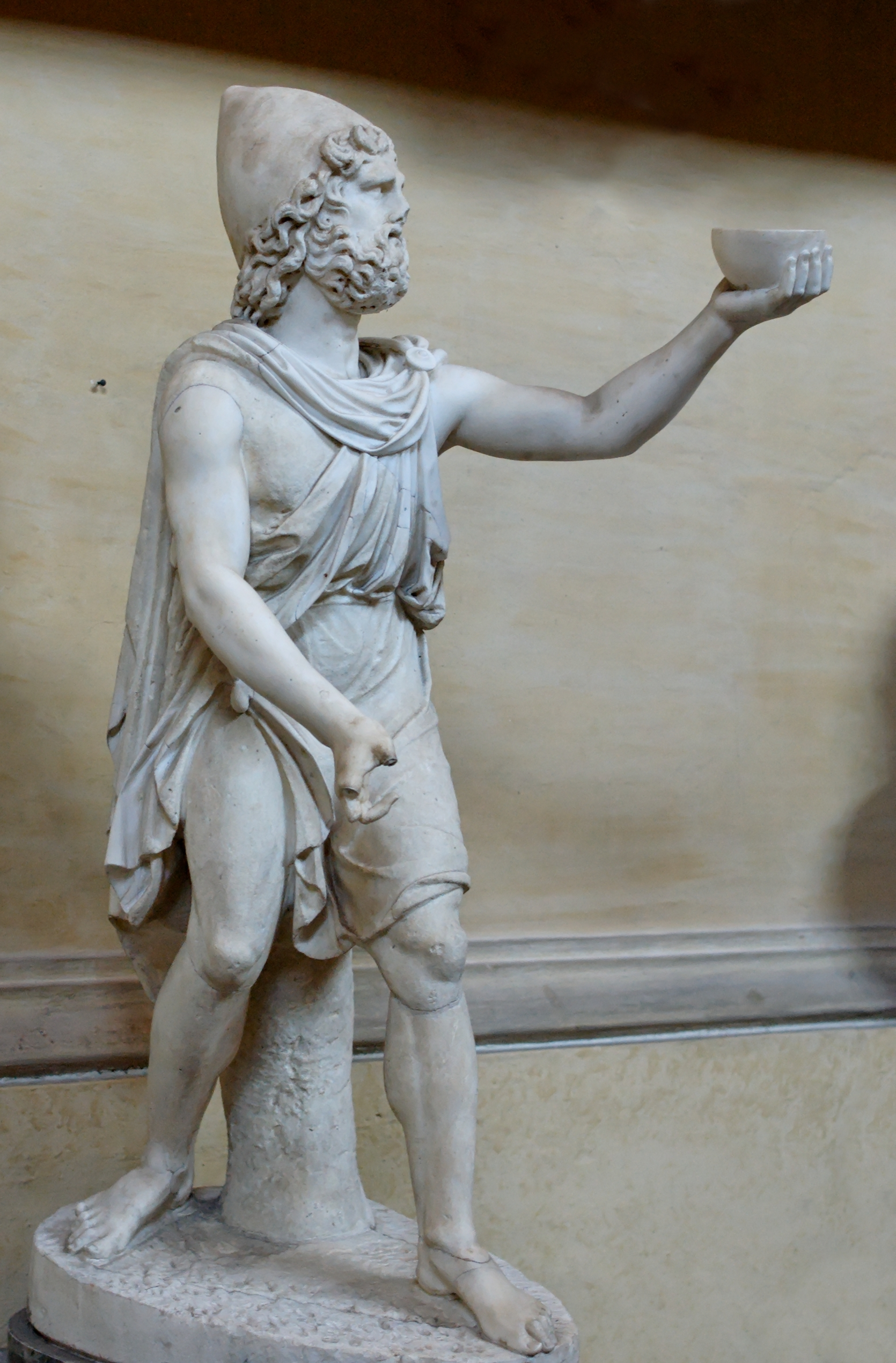
Ulysse offrant du vin au Cyclope, copie romaine d'un original de la fin de l'époque hellénistique, musée Chiaramonti. Ulysse devint un homme privé - avec une vie discrète.

### Les lieux

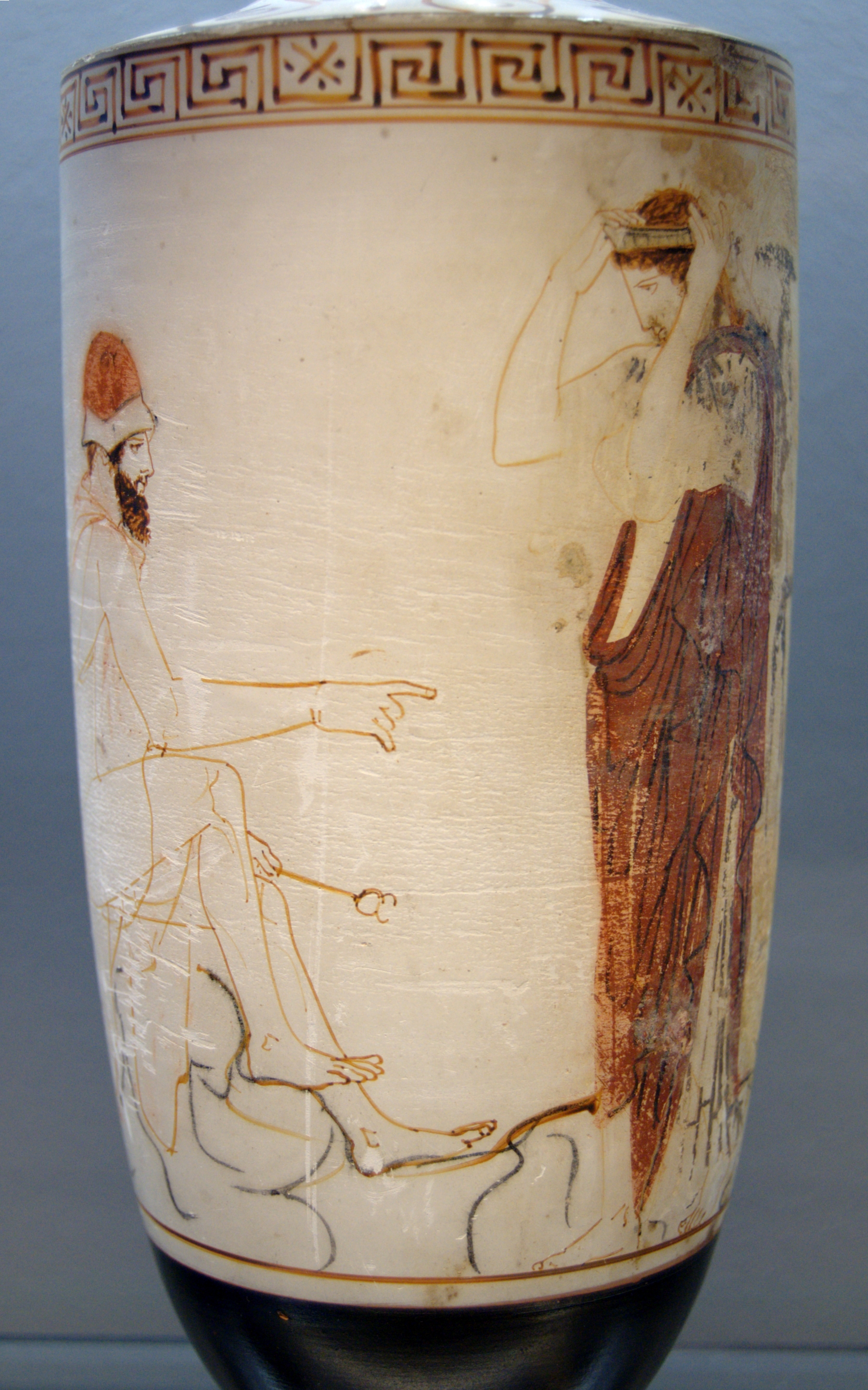
Hermès psychopompe : assis sur un rocher, le dieu s’apprête à conduire une âme défunte dans les Enfers. Lécythe attique à fond blanc, v. 450 av. J.-C., Staatliche Antikensammlungen (Inv. 2797).

- Lieu divin, prairie, sorte de carrefour où les âmes séjournent sept jours et communiquent entre elles et où on peut voir :
  - en direction de la Terre, deux ouvertures côte à côte - l'une faite pour monter vers ce lieu, l'autre pour le quitter et descendre vers des lieux de souffrance dans les profondeurs de la Terre ;
  - en direction du Ciel, deux ouvertures face aux ouvertures de la Terre - les justes empruntent la route à droite qui monte vers le Ciel, vers des lieux de récompense ; l'autre route permet d'en revenir.
- Le Tartare ou l'enfer ;
- la plaine de Léthé, rivière, fille d’Océan, Okéanos, père de tous les fleuves. Elle sépare le Tartare des Champs Elysées. Son eau procure l’oubli[18] ;
- le fleuve Amélès.